# Backdoor (пісня)
«Backdoor» — третій сингл американського репера Lil Durk із його шостого студійного альбому The Voice, виданий 21 грудня 2020 р. за три дні до виходу платівки.

## Опис
Lil Durk і King Von були колегами по лейблу й друзями, часто співпрацювали, починаючи з «Crazy Story 2.0» та «Twin Nem» (2019) й закінчуючи «All These Niggas», «Baguette's» і «Down Me» (2020), офіційно виданими за життя останнього. Обоє походять із Чикаго: Дерк — з нейборгуда Лемрон, Вон — з O'Block. «Backdoor» є присвятою King Von, застреленому біля кальянної «Monaco Hookah Lounge» в Атланті 6 листопада 2020 року у віці 26 років унаслідок сутички з Quando Rondo. Стрілянина також призвела до загибелі Slutty з оточення Вона. «Backdoor» випустили після місячної перерви Дерка в соціальних мережах. Він просував пісню з гештеґом #DoIt4Von.
У треці Дерк також торкається своєї власної боротьби та застерігає від небезпеки вуличного життя. Під акомпанемент фортепіано виконавець розповідає про свій успіх, фальшиву любов і обіцяє, що Вон пишатиметься ним у наступні роки.

## Відеокліп
Сингл вийшов в один день із кліпом. Режисер: Jerry Production. Кліп містить «ледь помітну, але зворушливу» присвяту King Von. У відео Дерк носить фірмовий ланцюжок «O'Block» Вона Перед релізом пісні Дерк опублікував в Instagram Stories текстову розмову між ним і Воном. У ній Дерк повідомив Вону про знімання кліпу з ланцюжком того дня, а Вон відповів, що він почистить його для нього. Дерк також носить ланцюг на обкладинці синглу. Крім того, у відео він хизується своїм багатством і вшановує свого загиблого двоюрідного брата OTF Nunu.

## Чартові позиції
| Чарт (2020–2021)                        | Найвища позиція |
| --------------------------------------- | --------------- |
| Billboard Global 200                    | 148             |
| США (Billboard Hot 100)                 | 62              |
| США (Hot R&B/Hip-Hop Songs) (Billboard) | 18              |
| США (US Rolling Stone Top 100)          | 43              |

## Сертифікації
| Регіон                                                      | Сертифікація | Продажі |
| ----------------------------------------------------------- | ------------ | ------- |
| США (RIAA)                                                  | Золотий      | 500 000 |
| продажі+прослуховування, що базуються лише на сертифікаціях |              |         |